# Pachites
Pachites – rodzaj roślin z rodziny storczykowatych (Orchidaceae). Obejmuje 2 endemiczne gatunki występujące w RPA w Afryce.

## Systematyka
Rodzaj sklasyfikowany do podplemienia Satyriinae w plemieniu Diseae, podrodzina storczykowe (Orchidoideae), rodzina storczykowate (Orchidaceae), rząd szparagowce (Asparagales) w obrębie roślin jednoliściennych.
Wykaz gatunków
- Pachites appressus Lindl.
- Pachites bodkinii Bolus